# Enric Valor
Enric Valor i Vives (Castalla, Alicante, 22 de agosto de 1911-Valencia, 13 de enero de 2000) fue un narrador español. Hizo uno de los trabajos más importantes de recolección y recuperación de la lexicografía valenciana y fue uno de los principales promotores de la estandarización y normalización del idioma valenciano.

## Biografía
Desde pequeño tuvo vocación de escritor, dado que se crio en un ambiente familiar culto, contando con una excelente biblioteca. En 1932, Adolf Pizcueta, director del semanario El Camí, descubrió en una publicación de Alicante un cuento suyo, escrito con 15 años, «L'experiment de Strolowickz», el cual publicó, a la par que invitó al joven autor a unirse a las tertulias que se celebraban en una cafetería del paseo de Ruzafa de Valencia, organizadas por Xavier Casp. Bajo la influencia de Pizcueta, se hizo nacionalista y le animó a profundizar en el estudio del valenciano. Paulatinamente se interesó por la lingüística, dejando en un segundo plano la narrativa, aunque sin abandonarla del todo. En 1934 impulsó, desde el semanario El Tío Cuc de Alicante, las normas contemporáneas del valenciano a través de sus primeros cursos de lengua catalana.
Durante la guerra civil española participó como combatiente en el bando gubernamental y al finalizar, perseguido por su activismo nacionalista en el campo de la cultura, pasó por prisión. Tras salir reanudó sus trabajos sobre el valenciano, y suministró el léxico del valenciano meridional para el Diccionari català-valencià-balear, dirigido por Francesc de Borja Moll. También destacaron sus estudios en el campo del folclore, recopilando cuentos, fábulas e historias populares en la comarca de Alcoy, que se plasmarán en su obra Rondalles valencianes. 
Junto con Carles Salvador y Sanchis-Guarner, fue uno de los principales promotores de la normativización del valenciano en la Comunidad Valenciana, difundiendo la gramática de Pompeu Fabra con obras como Curso de la lengua valenciana (Gorg, 1961), Millorem el llenguatge (1971), y Curso medio de gramática catalana referida especialmente al País Valenciano (1973), que se pudo publicar en catalán en el año 1977 (Tres i Quatre).
En 1983 publicó La flexió verbal (Tres i Quatre), ordenando la amplia dialectización valenciana de la conjugación verbal, con lo que se convirtió en el referente principal para la normativa actual de los verbos. Esta obra se utilizó como material básico para la enseñanza obligatoria de los escolares valencianos.
Además de todas estas obras de lingüística, es destacable la riqueza lexicográfica de su obra literaria, en particular sus rondalles, que recogen el vocabulario y las leyendas de muchas comarcas de la Comunidad Valenciana, actualmente publicadas en Edicions del Bullent.

## Reconocimientos

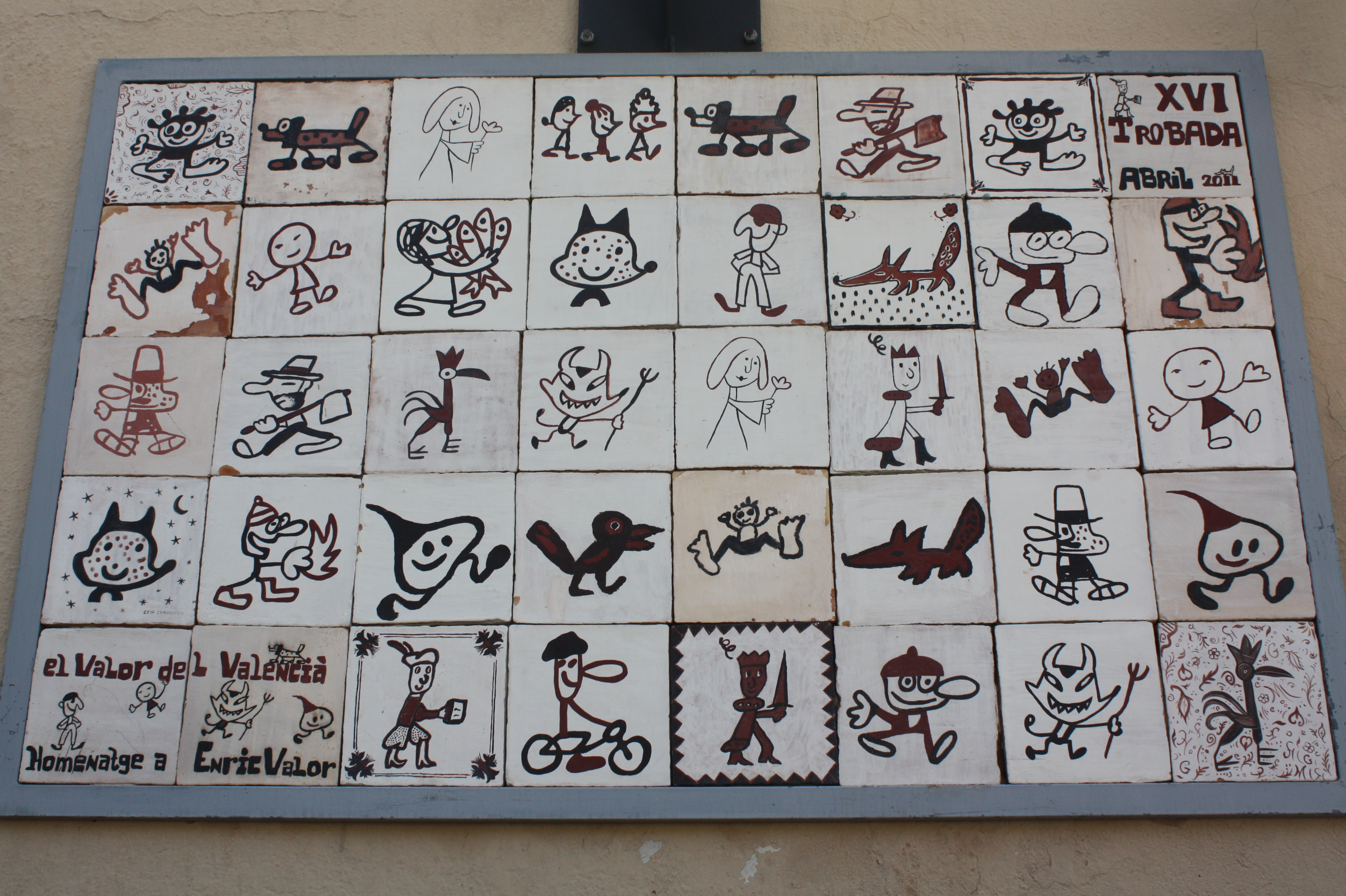
Mosaico en homenaje a Enric Valor, en Sagunto

Recibió importantes premios en reconocimiento a su intensa actividad: Premio de las Letras Valencianas de la Generalidad Valenciana (1985), Premio de Honor de las Letras Catalanas (1987), la Creu de Sant Jordi de la Generalidad de Cataluña (1993). Es también doctor honoris causa por las universidades de Valencia (1993), de las Islas Baleares (1998), Jaime I de Castellón (1999), Politécnica de Valencia y Alicante (1999). Fue además miembro del Instituto de Filología Valenciana de la Universidad de Valencia y de la sección filológica del Instituto de Estudios Catalanes.
En abril de 2021, el equipo de gobierno del Ayuntamiento de Muchamiel conformado por PP y Ciudadanos aprobó con el apoyo de Vox retirar de una avenida el nombre del lingüista alicantino —dedicada en 2003 por unanimidad de todos los grupos políticos— y rebautizarla como Avenida de España. La decisión generó polémica y provocó debates en las Corts, la Diputación y críticas del Ministerio de Cultura.Finalmente se aprobó el cambio asignando su nombre a otra avenida de la localidad.

## Novelas

### Ciclo de Cassana
- Sense la terra promesa (Valencia, editorial Prometeo, 1980).
- Temps de batuda (Fernando Torres [editor], 1983)
- Enllà de l'horitzó (Tàndem Edicions, 1991, en edición conjunta con las otras dos novelas)
- Rondalles valencianes (1951).
- Meravelles i picardies (1965-1970).
- El dimoni fumador
- El cicle de la cesana

### Narraciones y cuentos
- L'experiment de Strolowickz (1941).
- Narracions de la Foia de Castalla (1963).
- L'ambició d'Aleix.
- Un fonamentalista del Vinalopó, i altres contarelles (Tàndem, 1996).

## Premios y honores
- 1983, Premio Sanchis Guarner, de la Diputación Provincial de Valencia
- 1985, Premio de las Letras Valencianas del Ayuntamiento de Valencia.
- 1986, Miembro de la Sección Filológica del Instituto de Estudios Catalanes
- 1987, Premio de Honor de las Letras Catalanas, Òmnium Cultural de Barcelona
- 1987, Miembro del Consejo Asesor del Instituto Interuniversitario de Filología Valenciana
- 1993, Doctor honoris causa por la Universidad de Valencia
- 1993, Premio Cruz de San Jordi de la Generalidad de Cataluña
- 1994, Porrot d'Honor de les Lletres Valencianes de Silla
- 1996, Miquelet de Honor de la Societat Coral El Micalet, de Valencia.
- 1997, Premio Cavanilles del Instituto Valenciano de Excursionismo y Naturaleza
- 1998, Doctor honoris causa por la Universidad de las Islas Baleares
- 1999, Doctor honoris causa por la Universidad Jaime I de Castellón
- 1999, Doctor honoris causa por la Universidad de Alicante
- 1999, Doctor honoris causa por la Universidad Politécnica de Valencia
- 2016, se crea el "Premi Enric Valor de literatura juvenil" en su honor